# ГЕС Трафальгар
ГЕС Трафальгар — гідроелектростанція у Домініці, за п'ять кілометрів на схід від столиці цієї острівної держави міста Розо. Знаходячись між ГЕС Laudat (вище по течії) та ГЕС Padu, входить до складу каскаду на річці Розо (Roseau), яка стікає з центрального нагір'я та впадає у Карибське море на південно-західному узбережжі. Станом на другу половину 2010-х найпотужніша ГЕС країни.
Історія гідроелектроенергетики Домініки почалась саме зі станції в районі водоспадів Трафальгар, яка стала до ладу в 1951 році з двома турбінами типу Пелтон потужністю по 0,32 МВт. У 1959-му її розширили за рахунок третього такого ж агрегату, а в 1991-му на заміну старій ГЕС спорудили нову, обладнану двома турбінами типу Пелтон потужністю по 1,76 МВт.
Забір води для роботи станції починається в ущелині Titou, де невелика бетонна гребля спрямовує ресурс до прокладеного по правобережжю водоводу довжиною 0,53 км з діаметром 1 метр, який прямує до балансувального резервуару об'ємом 5,5 тис. м3. У той же резервуар по водоводу довжиною 0,16 км з діаметром 0,76 метра подається вода, відпрацьована на ГЕС Laudat. Від резервуару починається так само низьконапірний водовід довжиною 0,53 км з діаметром 1 метр, який далі переходить у прокладену по схилу ділянку з високим напором довжиною 0,74 км зі спадаючим діаметром від 1 до 0,9 метра. Останній з описаних водоводів виконаний зі сталевих труб, тоді як попередні ділянки споруджені з дерева. Описана схема дозволяє досягти напору в 284 метри.
Можливо також відзначити, що під час сухого сезону фактична потужність станцій каскаду на Розо падає вдвічі, що пояснюється, зокрема, відсутністю в системі резервуару для накопичення води.